# Gustaf Dyrsch
Gustaf Dyrsch (n. 28 august 1890, Stockholm, Suedia-Norvegia – d. 7 mai 1974, Comuna Sollentuna, Comitatul Stockholm, Suedia) a fost un sportiv ce a reprezentat Suedia, medaliat olimpic. A participat la o ediție a Jocurilor Olimpice (1920) în care a câștigat o medalie de aur.

## Participări
Lista de mai jos prezintă principalele competiții la care a participat Gustaf Dyrsch de-a lungul carierei.
- Équitation aux Jeux olympiques d'été de 1920 – concours complet par équipe[*]